# Sant Pere d'Aurós
Sant Pere d'Aurós és una església romànica de l'antic poble d'Aurós, en el terme municipal de la Guingueta d'Àneu, a la comarca del Pallars Sobirà. Pertany al territori de l'antic terme d'Unarre.
Havia arribat a tenir categoria parroquial, que mantingué fins, almenys, el 1758; el 1786 ja apareix unida a la parròquia d'Unarre, alhora que el poble d'Aurós ja apareix reduït a una sola casa, el Mas d'Aurós. Hi havia cementiri parroquial.
Està situada a l'extrem sud-occidental del petit nucli d'Aurós, actualment format per una sola casa i l'església.
És un edifici ample, d'una sola nau coberta amb embigat de fusta, amb absis semicircular a llevant, en part sobrealçat. Conserva una part del fris d'arcuacions fetes amb pedra tosca. Al mur de migdia hi ha un tall constructiu que fa veure dues fases constructives, on l'absis seria la primitiva i la nau una segona, que devia substituir una nau anterior, més estreta.
Procedents d'aquesta església hi ha dues taules de fusta policromada al Museu d'Art de Catalunya, que representen l'apòstol Pau i sant Pere, bisbe.